# Episodi di Here's Lucy (sesta stagione)
La sesta stagione della serie televisiva Here's Lucy è stata trasmessa in anteprima negli Stati Uniti d'America dalla CBS tra il 10 settembre 1973 e il 18 marzo 1974.
| nº | Titolo originale                                     | Titolo italiano | Prima TV USA      | Prima TV Italia |
| -- | ---------------------------------------------------- | --------------- | ----------------- | --------------- |
| 1  | Lucy and Danny Thomas                                |                 | 10 settembre 1973 |                 |
| 2  | The Big Game                                         |                 | 17 settembre 1973 |                 |
| 3  | Lucy, the Peacemaker                                 |                 | 24 settembre 1973 |                 |
| 4  | Lucy, the Wealthy Widow                              |                 | 1º ottobre 1973   |                 |
| 5  | The Bow Wow Boutique                                 |                 | 8 ottobre 1973    |                 |
| 6  | Lucy Gives Eddie Albert the Old Song and Dance       |                 | 15 ottobre 1973   |                 |
| 7  | Lucy's Tenant                                        |                 | 22 ottobre 1973   |                 |
| 8  | Lucy and Andy Griffith                               |                 | 29 ottobre 1973   |                 |
| 9  | Lucy and Joan Rivers Do Jury Duty                    |                 | 5 novembre 1973   |                 |
| 10 | Tipsy Through the Tulips                             |                 | 12 novembre 1973  |                 |
| 11 | The Carters Meets Frankie Avalon                     |                 | 19 novembre 1973  |                 |
| 12 | Harry Catches Gold Fever                             |                 | 3 dicembre 1973   |                 |
| 13 | Lucy and Chuck Connors Have a Surprise Slumber Party |                 | 17 dicembre 1973  |                 |
| 14 | Lucy Plays Cops and Robbers                          |                 | 31 dicembre 1973  |                 |
| 15 | Lucy Is a Bird-Sitter                                |                 | 7 gennaio 1974    |                 |
| 16 | Meanwhile, Back at the Office                        |                 | 14 gennaio 1974   |                 |
| 17 | Lucy Is N.G. as an R.N.                              |                 | 21 gennaio 1974   |                 |
| 18 | Lucy, the Sheriff                                    |                 | 28 gennaio 1974   |                 |
| 19 | Milton Berle Is the Life of the Party                |                 | 11 febbraio 1974  |                 |
| 20 | Mary Jane's Boyfriend                                |                 | 18 febbraio 1974  |                 |
| 21 | Lucy and Phil Harris Strike Up the Band              |                 | 25 febbraio 1974  |                 |
| 22 | Lucy Carter Meets Lucille Ball                       |                 | 4 marzo 1974      |                 |
| 23 | Where Is My Wandering Mother Tonight?                |                 | 11 marzo 1974     |                 |
| 24 | Lucy Fights the System                               |                 | 18 marzo 1974     |                 |